# Draženko Ninić
Draženko Ninić (né le 1er janvier 1976 à Stuttgart) est un kick-boxeur bosnien. En 2009, il a été champion du monde de coup de pied bas (en anglais : lowkick) dans la catégorie des moins de 86 kg ; il était opposé au français Hichem Medoukali. 

## Biographie
Né à Stuttgart, Draženko Ninić, à l'âge de cinq ans, s'est installé avec ses parents à Futog, en Serbie, où il a suivi les cours de l'école élémentaire Miroslav Antić. Il a ensuite poursuivi ses études à l'école secondaire de mécanique de Novi Sad. En 2002, il s'est installé à Banja Luka, la capitale de la république serbe de Bosnie, en Bosnie-Herzégovine, où il vit encore actuellement. 
Le Kik boks klub Draženko Ninić de Banja Luka est ainsi nommé en son honneur. 

## Palmarès
Draženko Ninić a remporté de nombreuses récompenses, en tant qu'amateur aussi bien qu'en tant que professionnel :
- 2001 : Champion de la Méditerranée amateur
- 2001 et 2006 : Champion des Balkans amateur
- 2001, 2002 et 2004 : Champion d'Europe amateur
- 2002-2003, 2006 et 2007 : Champion d'Europe en professionnel
- 2008 : Champion du monde WAKO[3]
- 2009 : Champion du monde WKA